# Økotype
I den evolutionære økologi, beskriver man en økotype (eller økoart) som en genetisk adskilt, geografisk variant, population eller race inden for en art, som er tilpasset specielle, miljømæssige forhold.
Typisk viser økotyper fænotypiske forskelle (f.eks. ved morfologiske eller fysiologiske kendetegn), der skyldes de miljømæssige forskelle, men de kan alligevel få afkom med andre geografisk tilgrænsende økotyper uden at miste frugtbarhed eller livskraft.

## Udstrækning og fordeling
Eksperimenter antyder, at økotyper ofte kun bliver åbenbare, når de er adskilt af store afstande (i størrelsen 1.000'er af km). Det skyldes hybridisering, hvor forskellige varianter af samme art, der er geografiske naboer, får afkom med hinanden og derved omgår den lokale udvælgelse. Andre undersøgelser viser dog, at det modsatte også kan forekomme, dvs. at økotyper kan opstå under meget snævre betingelser (i størrelser omkring 10 m) inden for samme population og på trods af hybridisering.
Hos økotyper er det almindeligt, at der opstår en glidende og gradvis, geografisk variation, der skaber analoge fænotypiske eller genetiske variationer. Denne situation kaldes for en klinal variation (”cline”). Et velkendt eksempel på dette er hudfarvegradueringen hos alverdens indfødte, menneskelige populationer, som afhænger af breddegrad og dermed solindstrålingen. Ofte er fordelingen af økotyper dog tosidet eller mangesidet, dvs. at økotyperne kan vise to eller flere tydelige og adskilte fænotyper selv inden for samme population. Disse fænomener kan føre til artsdannelse og kan opstå, hvis betingelserne i det stedlige miljø ændres dramatisk over tid eller rum.

## Eksempler
- Regnorme findes i fire forskellige økotyper. Kompostregnorme foretrækker varme og fugtige omgivelser med en forsyning af frisk kompostmateriale, som er lige for hånden. Visse regnorme lever oppe på jordoverfladen mellem førnen og plejer ikke at lave gangsystemer, men lever i førnen og æder af den. Jordlevende regnorme lever i jorden og æder af den, og de laver vandrette gange gennem jorden, så de kan komme omkring og finde føde. Disse gangsystemer genbruger de i et vist omfang. Dybtlevende regnorme laver vedvarende, lodrette gange ned gennem jorden, og de lever af jordoverfladens blade, som de trækker ned i deres gange.[8]
- Tundrarensdyr og skovrensdyr er to økotyper af samme rensdyrart. De første vandrer årligt ca. 5.000 km mellem de to miljøer i store antal, mens de andre (som er betydeligt færre) bliver i skovene om sommeren.[9] I Nordamerika kaldes arten Rangifer tarandus for "caribou"[10], og den er opdelt i fem underarter. Banfield, som arbejdede både for Canadian Wildlife Service og National Museum of Canada, identificerede i 1961 de fem underarter: 1) den mestendels vandrende underart Rangifer tarandus subsp. groenlandicus, som findes i de canadiske territorier Nunavut og Northwest Territories, og i det vestlige Grønland; 2) underarten Rangifer tarandus subsp. caribou som er adskilt i to økotyper: den skovlevende og den vandrende ren; 3) Rangifer tarandus subsp. Pearyi er den mindste af underarterne, og den findes på de nordlige øer i Nunavut og Northwest Territories; 4) Rangifer tarandus subsp. Granti, en stort set vandrende underart, som findes i Alaska og det nordlige Yukon og endelig 5) Rangifer tarandus subsp. Dawsoni, der lever på Queen Charlotte Islands, men som blev udryddet i 1910.[11] Nordamerikanske rensdyr bliver klassificeret efter flere adfærdstræk: den foretrukne habitat (nordlig, tundra, bjerg, skov, nordlig skov, skovlevende), fordeling (spredt eller samlet) og vandringstendens (fastlevende eller vandrende).[12][13][14] F.eks. er underarten Rangifer tarandus caribou underinddelt i en række økotyper, heriblandt "boreal woodland caribou", "mountain woodland caribou" og "migratory woodland caribou".
- Kalkkarsearten Arabis fecunda, en endemisk urt, der er knyttet til visse kalkholdige jorde i Montana, USA, kan inddeles i to økotyper. Den ene, "lavlandsgruppen", lever tæt på jordoverfladen i et tørt og varmt miljø og har derfor udviklet en betydeligt større tålsomhed overfor tørke end den anden, "højlandsgruppen". De to økotyper lever adskilt med ca. 100 km afstand.[2]
- Det er almindeligt accepteret, at Tucuxi-delfinen har to økotyper: flod-økotypen fra sydamerikanske floder og hav-økotypen fra Sydatlanten.[15] Tilsvarende antager man, at Øresvinet har to økotyper i den vestlige del af det nordlige Atlanterhav.
- Skov-Fyr (Pinus sylvestris) har 20 forskellige økotyper inden for et område fra Skotland til Sibirien, som alle kan krydses og få frugtbart afkom.[16]
- Det følgende er et meget specielt eksempel på skabelse af økotyper: Man har bemærket, at individer fra to populationer af den samme snegleart, som kun er adskilt med nogle få hundrede km afstand, foretrækker at undgå at parre sig, dvs. at de afviser hinanden som partnere. Dette sker formentlig i en bestemt fase af parringsritualet, som kan vare i flere timer.

## Terminologi
Økotyper har ikke nogen taxonomisk rang inden for den moderne, biologiske klassificering. Alligevel betragter nogle forskere dem som "taksonomisk svarende til underarter". Dette er sandt, for så vidt som økotyper ofte kan klassificeres som underarter og omvendt.
Økotyper er nært knyttet til morfer. Inden for evolutionær biologi taler man om genetisk polymorfisme, når der opstår en ligevægt mellem to eller flere, tydeligt forskellige fænotyper blandt en arts populationer, altså når der er opstået mere end én form eller morf. Hyppigheden af disse adskilte former (selv den mest sjældne) er for høj til, at det kan skyldes mutationer. Polymorfisme opretholdes aktivt og vedvarende i en arts populationer ved naturlig udvælgelse (det mest kendte eksempel er den seksuelle dimorfisme hos mennesker) i modsætning til de forbigående polymorfismer, hvor vilkårene i en habitat ændres på en måde, så en "form" bliver erstattet fuldstændigt af en anden.
I realiteten fastslår Begon, Townsend og Harper at
| Citat | Der er ikke altid nogen klar adskillelse mellem lokale økotyper og genetiske polymorfismer. | Citat |
|       |                                                                                             |       |

Begreberne "form" og "økotype" synes at svare til et statisk fænomen, men det er ikke altid tilfældet. Evolutionen foregår uafbrudt både i tid og rum, sådan at to økotyper eller former kan betegnes som adskilte arter i løbet af nogle få generationer. Begon, Townsend og Harper bruger en afklarende analogi om dette:
| Citat | … arternes oprindelse, om den nu er allopatrisk eller sympatrisk, er en proces og ikke nogen hændelse. Når det drejer sig om dannelsen af en art, er der – som ved kogning af et æg – et vist spillerum for en diskussion af, hvornår den færdig. | Citat |
|       | |       |

Derfor kan økotyper og morfer betragtes som de første skridt i retning af en mulig artsdannelse.